# Paul Luther
Paul Luther (Wittenberg, 1533. január 28. – Lipcse, 1593. március 8.) német kémikus, orvos és egyetemi tanár, Katharina von Bora és Luther Márton fia.

## Élete
Orvosi tanulmányait a Wittenbergi Egyetemen végezte.
1558. december 8-tól orvosprofesszorként tanított az újonnan alapított Jénai Egyetemen.
II. János Frigyes szász hercegnek Gothaban, II. Joachim brandenburgi választófejedelemnek Cöllnben, a szász választófejedelemek Ágostnak és I. Keresztélynek Drezdában is sikeres orvosa volt.

## Gyermekei
- Paul (k. 1553–1558)
- Margarete (*1555)
- Johann Ernst (1560–1637)
- Johann Friedrich (1562–1599)
- Anna (*1564)
- Johann Joachim (1569–1600)

## Művei
- Oratio de arte medica et cura tuendae valetudinis. 1558
- Medizinische Abverfarien